# Matej Jelić
Matej Jelić (Našice, 5 novembre 1990) è un calciatore croato, attaccante del Valpovka.